# 第3ヘリコプター海上戦闘飛行隊 (アメリカ海軍)
第3ヘリコプター海上戦闘飛行隊（だい3ヘリコプターかいじょうせんとうひこうたい、英: Helicopter Sea Combat Squadron 3、略称：HSC-3）は、アメリカ海軍太平洋艦隊ヘリコプター海上戦闘航空団隷下のヘリコプター部隊。愛称はマーリンズ。1967年9月1日に第3ヘリコプター戦闘支援飛行隊（英: Helicopter Combat Support Squadron 3、略称：HC-3）として カリフォルニア州インペリアル・ビーチ海軍補助航空基地で編成され、2005年4月1日に第3ヘリコプター海上戦闘飛行隊へ改編された。カリフォルニア州ノースアイランド海軍航空基地に所在し、多用途ヘリコプターとしてMH-60Sを運用する。また、MH-60Sの艦隊転換飛行隊（英: Fleet Replacement Squadron、略称：FRS）になっている。

## 歴代運用機
- 輸送ヘリコプター
  - CH-46D
- 多用途ヘリコプター
  - MH-60S

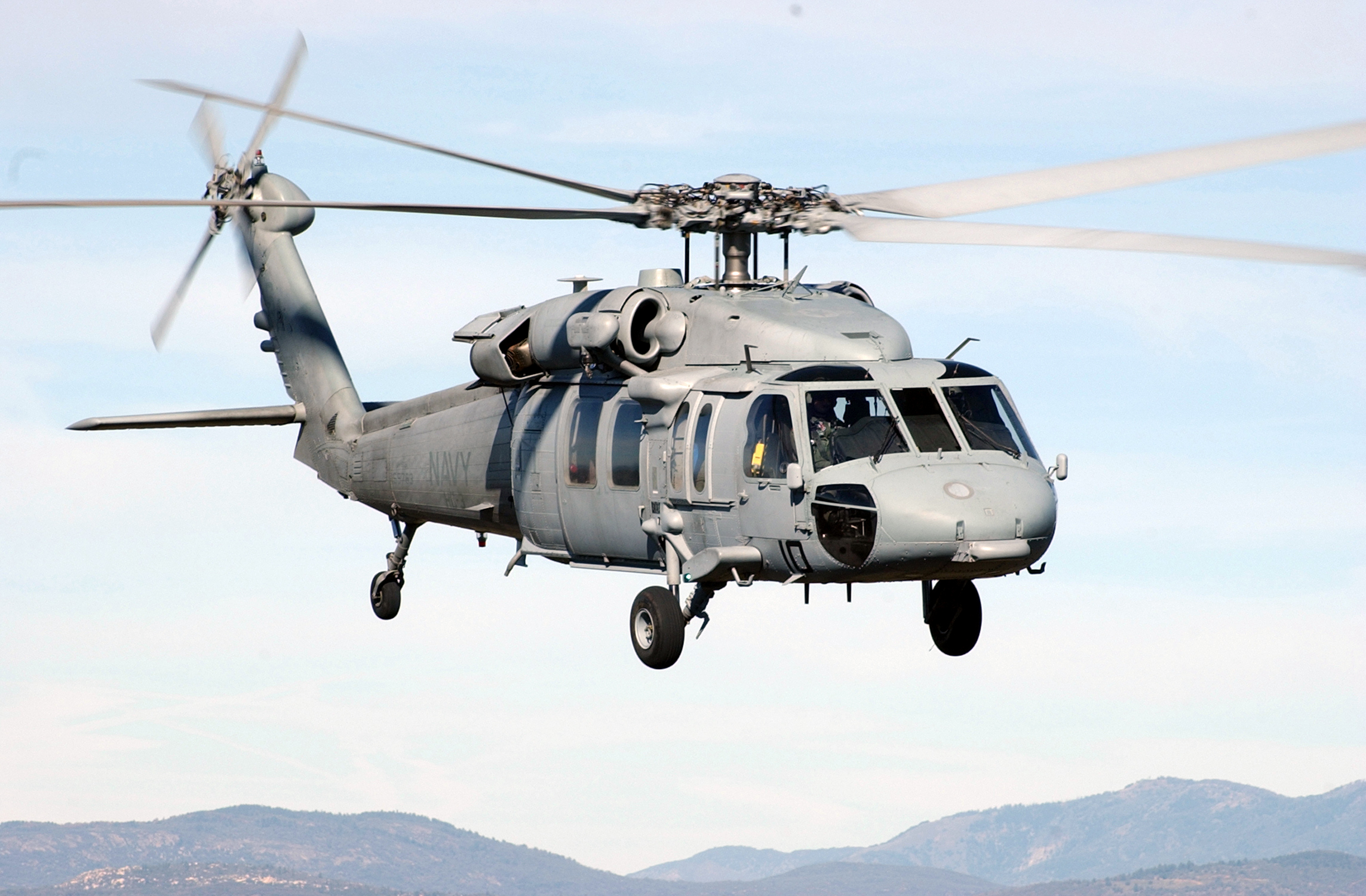
HSC-3で運用するMH-60S